# 37mm protiletadlový kanón vz. 1939

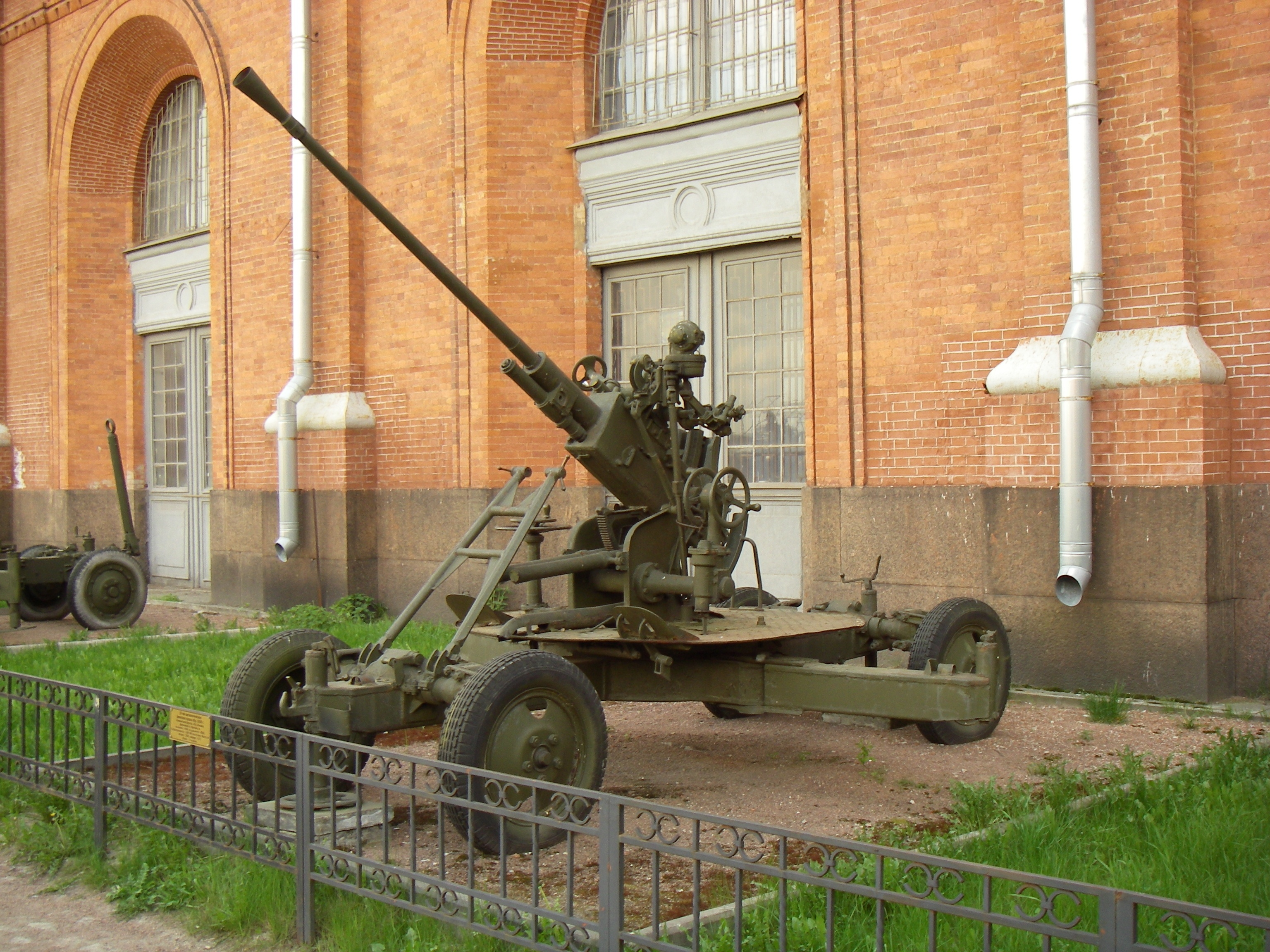
37mm protiletadlový kanón vz. 1939

Sovětský 37mm protiletadlový kanón vz. 1939, který byl známý i pod označením 61K, zkonstruoval Michail Loginov. Během Velké vlastenecké války bylo nejvíce používaným protiletadlovým kanónem Sovětského svazu. Bylo vyráběno i v samohybné verzi na podvozku lehkého tanku T-70 pod označením ZSU-37.
Kanóny užíval i 1. československý armádní sbor a po druhé světové válce je měla ve výzbroji i Československá armáda. Dále byl užíván v konfliktech 2. poloviny 20. století, několik funkčních kusů je v rozvojových zemích i na počátku století jednadvacátého (např. v Afghánistánu).

## Technické údaje
- Hmotnost v dopravní poloze: 2100 kg
- Délka: 5500 mm
- Délka hlavně: 2729 mm
- Náměr: -5° do +85°
- Odměr: 360°
- Dostřel proti letadlům: 6700 m
- Dostřel při pozemní střelbě: 8500 m
- Rychlost střelby: 160-180 ran/min
- Počáteční rychlost střely: 900 m/s
- Počet vyrobených kusů: 19 822